# هيئة الخدمة الوطنية العسكرية
هيئة الخدمة الوطنية العسكرية، هيئة حكومية كويتية تتبع رئاسة الأركان العامة للجيش الكويتي وتتولى تنفيذ قانون الخدمة الوطنية العسكرية في دولة الكويت، ويقع مقرها في معسكرات المباركية في محافظة العاصمة. تأسست الهيئة في 6 فبراير 2017 إثر صدور قرار وزاري بشأن اللائحة التنفيذية لقانون التجنيد رقم 20 لسنة 2015، وكان قانون الخدمة الوطنية قد أقر من قبل مجلس الأمة الكويتي في 7 فبراير 2015 وأعلنت وزارة الدفاع الكويتية أنه سيدخل حيّز التنفيذ بعد عامين من إقراره.

## وصلات خارجية
- هيئة الخدمة الوطنية العسكرية